# Vibrante simple retrofleja sorda
La vibrante simple retrofleja sorda es un sonido que se ha informado que ocurre como una realización dialectal de / ʂ / en el idioma Dhivehi . El símbolo en el Alfabeto Fonético Internacional que representa este sonido es ⟨ ɽ̊ ⟩.

## Características
•Su forma de articulación es vibrante simple, lo que significa que se produce con una sola contracción de los músculos de forma que un articulador (normalmente la lengua) se lanza contra otro.
•Su lugar de articulación es retroflejo , lo que prototípicamente significa que está articulado subapical (con la punta de la lengua doblada hacia arriba), pero más generalmente significa que es postalveolar sin palatalizarse . Es decir, además de la articulación subapical prototípica, el contacto de la lengua puede ser apical (puntiagudo) o laminal (plano).
•Su fonación es sorda, lo que significa que se produce sin vibraciones de las cuerdas vocales.
•Es una consonante oral , lo que significa que el aire solo puede escapar por la boca.
•Es una consonante central , lo que significa que se produce al dirigir la corriente de aire a lo largo del centro de la lengua, en lugar de hacia los lados.
•El mecanismo de la corriente de aire es pulmonar , lo que significa que se articula empujando el aire únicamente con los músculos intercostales y el diafragma , como en la mayoría de los sonidos.

## Ocurrencia
| idioma  | idioma                   | Palabra | AFI     | Significado | Notas |
| ------- | ------------------------ | ------- | ------- | ----------- | --- |
| Dhivehi | Algunos dialectos        |         |         |             | Tal vez una Vibrante múltiple retrofleja sorda para cambiarla. Corresponde a /ʂ/ en otros dialectos.             |
| Noruego | dialecto de selbu        | mølk    | [mœɽ̊k]  | 'leche'     | Alofono poco común de /ɽ/ antes de k y p.                                                                        |
| sueco   | Dialecto de Ångermanland | mjölk   | [mi̯ɔɽ̊k] | 'leche'     | Pronunciación retrofleja de / l / antes de k y p, siempre sin voz en los dialectos occidentales de Ångermanland. |